# Jan Joest

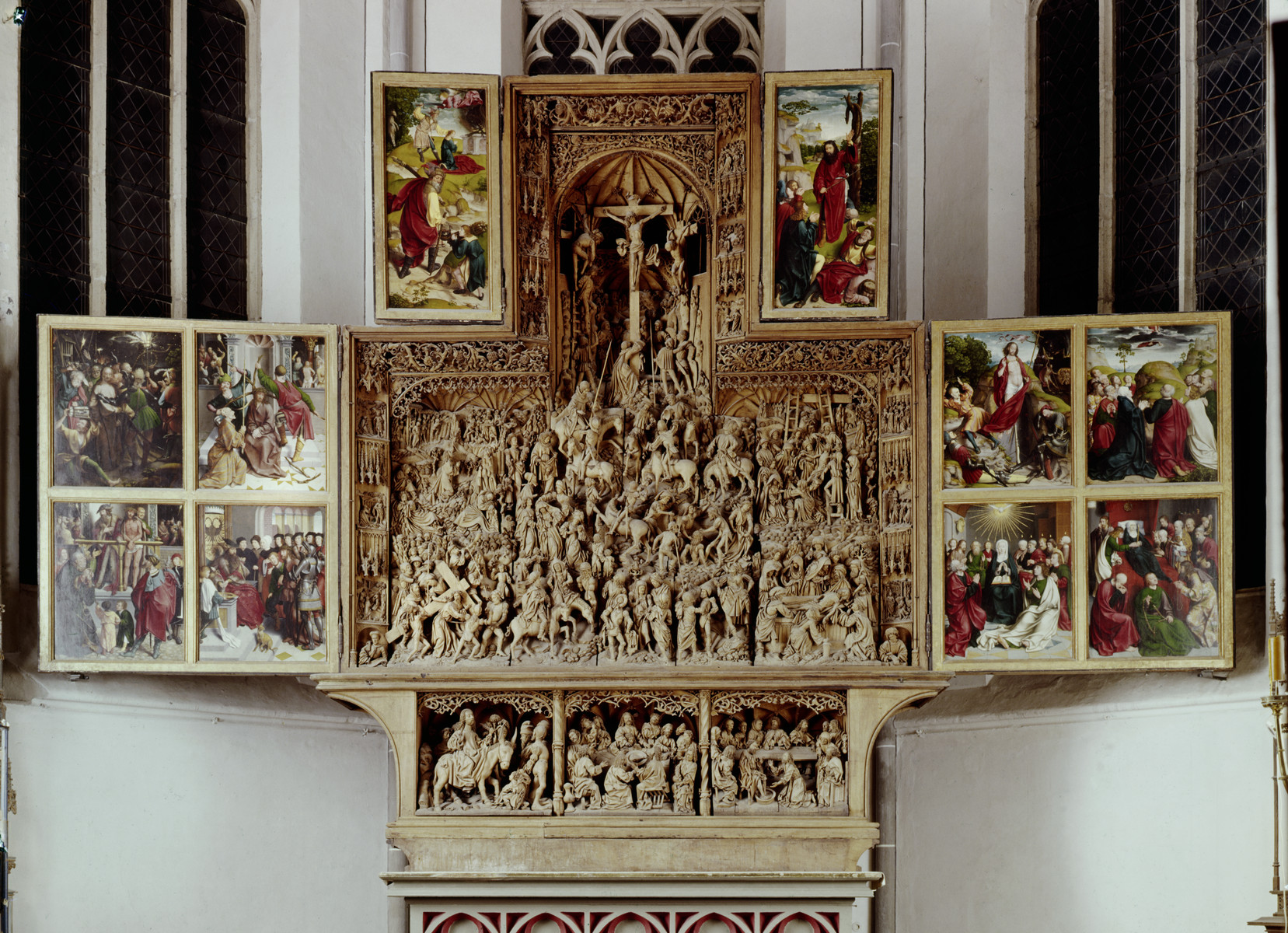
Altar mayor de la iglesia de San Nicholai de Kalkar.

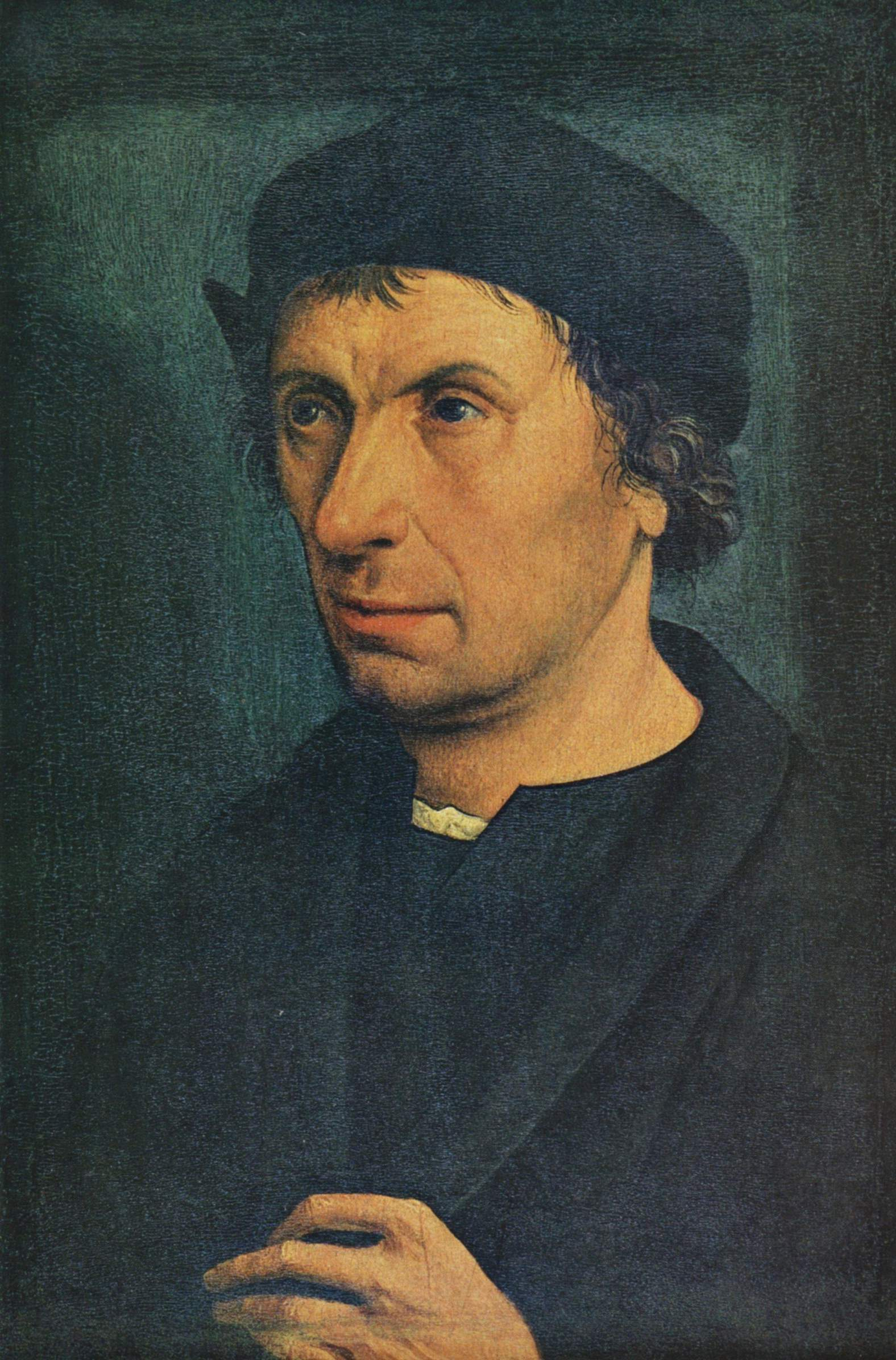
Retrato de caballero, h. 1505. Madera, 32 x 31 cm. Germanisches Nationalmuseum, Nurenberg.

Jan Joest, también conocido como Jan Joest van Kalkar o Jan Joest van Calcar (nacido entre 1450 y 1460 - fallecido en 1519), fue un pintor flamenco nacido en Kalkar o en Wesel (ciudades del actual lander alemán de Renania del Norte-Westfalia).
Karel van Mander menciona un Ioan van Calcker viviendo en Venecia en 1536-1536, como discípulo de Tiziano, atribuyéndole, más tarde, las ilustraciones del libro de anatomía de Vesalio, y dando como fecha y lugar de fallecimiento Nápoles en 1546; pero la discordancia de fechas no permite identificarlo, tratándose sin duda de un pintor diferente: Jan van Calcar.
Jan Joest era prácticamente desconocido hasta 1874, cuando Canon Wolff y el doctor Eisenmann establecieron su identidad y la atribución de sus obras. Aparte de éstas, poco se conoce de su vida. Fue hijo de Heinrich Joest y Katharina Baegert, pariente de Derick Baegert, en cuyo taller trabajó. La parte principal de su obra consiste en las escenas de la vida de Cristo del altar mayor de la iglesia de San Nicolás de Kalkar, pintadas entre 1505 y 1508. En 1515 pintó una Adoración del Niño Jesús conservada en el Metropolitan Museum de Nueva York. Hay constancia documental de que en 1518 trabajó en Colonia para la familia Hackeneg, antes de partir para Italia, donde pasó al menos por Génova y Nápoles.
De vuelta a los Países Bajos, se instaló en Haarlem, donde realizó un San Willibrord para la iglesia de San Bavón (Sint-Bavokerk). La última edición del libro de Van der Willingen sobre los pintores de la escuela de Haarlem menciona el entierro de un artista llamado Jan Joosten en 1519.
Una de las obras maestras salidas de la mano de este artista se conserva en España: se trata del retablo de la Compasión o políptico de los Dolores de la Virgen que preside el trascoro de la catedral de Palencia. La tabla central representa a la Virgen de los Dolores, san Juan Evangelista y el retrato del comitente, el obispo Juan Rodríguez de Fonseca, quien en 1505 encargó el conjunto de pinturas mientras se encontraba en Flandes. Las tablas menores muestran pasajes de la vida de Cristo y María, cuyo estilo, del todo semejante al retablo de Kalkar, ha permitido adjudicar la obra al maestro.
Otras obras atribuidas al pintor se encuentran en Wesel y en Rees; y una Muerte de la Virgen, en Múnich.
Entre los aprendices de Joest estuvieron su yerno Bartholomäus Bruyn (o Barthel) y Joos van Cleve. 
Su estilo ha sido comparado con el de Gerard David y Hans Memling, pero más propiamente puede asociársele con la escuela de Jan van Scorel. Uno de los rasgos de la obra de Joest es la exquisita transparencia de sus colores y lo sutil y delicado del modelado de los rostros.